# Saint-Alban-Leysse
Pour les articles homonymes, voir Saint-Alban.
Saint-Alban-Leysse est une commune française située dans le département de la Savoie, en région Auvergne-Rhône-Alpes.
Elle fait partie de l'agglomération chambérienne et du Grand Chambéry.

## Géographie

### Situation et description
Saint-Alban-Leysse est située en Savoie dans l'agglomération chambérienne au pied du Nivolet et du Mont Peney, sommets du massif et parc régional des Bauges. Elle s'étend principalement sur un axe nord-sud, des replats du bassin chambérien où coule la Leysse (rivière donnant en partie son nom à la commune et se jetant dans le lac du Bourget), jusqu'à l'extrémité du plateau de la colline de Lémenc (aussi appelé « Les Monts »), au col de Saint-Saturnin (description du sud vers le nord).
La pente des deux montagnes que sont le Nivolet et le mont Peney sont relativement douces à leur base, permettant à la commune de s'y développer, notamment par la plantation de pieds de vignes. Leur culture est rendue possible car comme située sur le versant adret du massif, la commune de Saint-Alban-Leysse bénéficie d'un bon ensoleillement. Et de fait, celle-ci s'étend sur un dénivelé de près de 1 000 mètres (de 290 à 1 240 m d'altitude).

### Communes limitrophes
Saint-Alban-Leysse fait partie de l'agglomération de Chambéry mais n'en est pas directement limitrophe, à l'exception d'une courte limite au niveau du col de Saint-Saturnin au nord-ouest. Les deux communes sont autrement séparées par la commune de Bassens. Située au pied des Bauges, Saint-Alban-Leysse est également limitrophe de Saint-Jean-d'Arvey à l'est et Verel-Pragondran au nord. Au sud, ce sont La Ravoire et Barby qui possèdent une limite commune.
| Chambéry | Verel-Pragondran   | Saint-Jean-d'Arvey |
| Bassens  | Saint-Alban-Leysse | Saint-Jean-d'Arvey |
| Bassens  | La Ravoire         | Barby              |

### Voies de communication et transport

#### Voies routières
La commune n'est traversée de part en part par aucun axe majeur. La route nationale 201 (dite voie rapide urbaine de Chambéry) passe plus à l'ouest, sur la commune de Bassens et permet de joindre Saint-Alban-Leysse via sa sortie 18. La VRU débouche sur les autoroutes A43 pour Lyon et A41 Nord pour Annecy et Genève au nord, et les mêmes autoroutes pour les vallées de Tarentaise et Maurienne (A43) et Grenoble (A41) au sud.
Toutefois, un autre axe important, la D 1006 (ex-nationale 6) passe sur une courte distance au sud de la commune, dont elle marque la limite avec celle de La Ravoire (carrefour de la Trousse).

#### Pistes cyclables
Comme toutes les autres communes de l'agglomération chambérienne, Saint-Alban-Leysse profite de la politique cyclable de Chambéry métropole - Cœur des Bauges et dispose de pistes et bandes cyclables permettant de se déplacer dans toute l'agglomération.

#### Transport ferroviaire
La gare ferroviaire la plus proche de la commune est la gare de Chambéry - Challes-les-Eaux située à moins de 10 kilomètres. La ligne de la Maurienne de Culoz à Modane passe sur les communes de Bassens et La Ravoire au sud-ouest de Saint-Alban-Leysse. Des liaisons quotidiennes par TGV existent pour relier Paris, ainsi que des liaisons TER pour Lyon, Grenoble, Annecy, Genève et les vallées alpines (Tarentaise et Maurienne) du département.

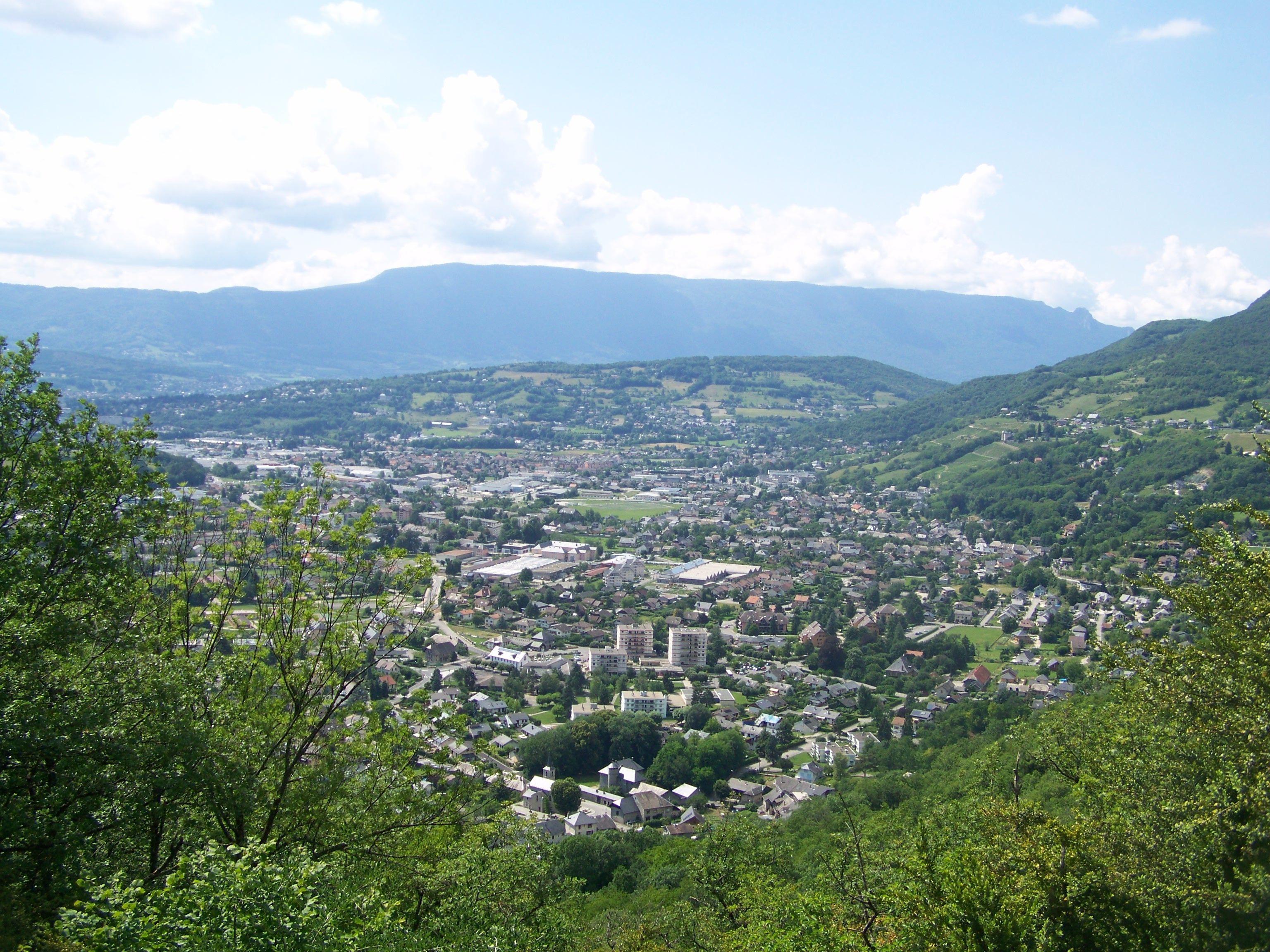
Saint-Alban vue depuis les hauteurs de Barby.

#### Transport en commun
Saint-Alban-Leysse est desservie par le réseau de bus de Synchro (réseau de transport) de Grand Chambéry. Au moins 2 lignes à fréquence régulière relient différents quartiers de la commune au centre-ville de Chambéry.
La ligne SYNCHRO   D   (trajet : Hauts de Chamoux - Plaines des sports) dessert à Saint-Alban Leysse les arrêts : Perrot, Marquises, Saint-Alban centre, Perrodière, Barillettes et Plaine des sports.
La ligne SYNCHRO   B   (trajet : Parc relais Maison brulée - Roc Noir) dessert à Saint-Alban-Leysse les arrêts : Quinquin, Pradian, Parc Relais la Trousse, Féjaz.
La ligne SYNCHRO  6  (trajet : Bassens, Galion - St Baldoph centre) dessert à Saint-Alban-Leysse les arrêts : Villeneuve, Collège de Maistre, Villaret, Perrodière, Barilletes, Plaine des sports, Frettey, Petit Leysse, Leysse, Casselagnat.
La ligne SYNCHRO  11  (trajet : Parc relais la Trousse - Les Déserts/Thoiry) dessert à Saint-Alban-Leysse les arrêts : Parc relais la Trousse, Plaine des sports.
La ligne SYNCHRO  12  (trajet : Pragondran - Collège de Maistre) dessert à Saint-Alban-Leysse les arrêts de : Chasses, Villeneuve, Collège de Maistre.
La ligne SYNCHRO  13  (trajet : Parc relais la Trousse - La guillère) dessert à Saint-Alban-Leysse les arrêts de : Parc relais la Trousse, Concorde, Leysse.

#### Transport aérien
L'aéroport le plus proche de la commune pour les vols commerciaux est l'aéroport de Chambéry - Aix-les-Bains situé au nord de Chambéry à une douzaine de kilomètres. Toutefois, à plus courte distance se trouve également l'aérodrome de Chambéry - Challes-les-Eaux.

## Urbanisme

### Typologie
Au 1er janvier 2024, Saint-Alban-Leysse est catégorisée grand centre urbain, selon la nouvelle grille communale de densité à sept niveaux définie par l'Insee en 2022.
Elle appartient à l'unité urbaine de Chambéry, une agglomération intra-départementale regroupant 35  communes, dont elle est une commune de la banlieue,,. Par ailleurs la commune fait partie de l'aire d'attraction de Chambéry, dont elle est une commune du pôle principal,. Cette aire, qui regroupe 115 communes, est catégorisée dans les aires de 200 000 à moins de 700 000 habitants,.

### Occupation des sols
L'occupation des sols de la commune, telle qu'elle ressort de la base de données européenne d’occupation biophysique des sols Corine Land Cover (CLC), est marquée par l'importance des forêts et milieux semi-naturels (43 % en 2018), une proportion identique à celle de 1990 (43 %). La répartition détaillée en 2018 est la suivante : 
forêts (43 %), zones urbanisées (26,8 %), zones agricoles hétérogènes (22,7 %), zones industrielles ou commerciales et réseaux de communication (7,4 %).
L'IGN met par ailleurs à disposition un outil en ligne permettant de comparer l’évolution dans le temps de l’occupation des sols de la commune (ou de territoires à des échelles différentes). Plusieurs époques sont accessibles sous forme de cartes ou photos aériennes : la carte de Cassini (XVIIIe siècle), la carte d'état-major (1820-1866) et la période actuelle (1950 à aujourd'hui).

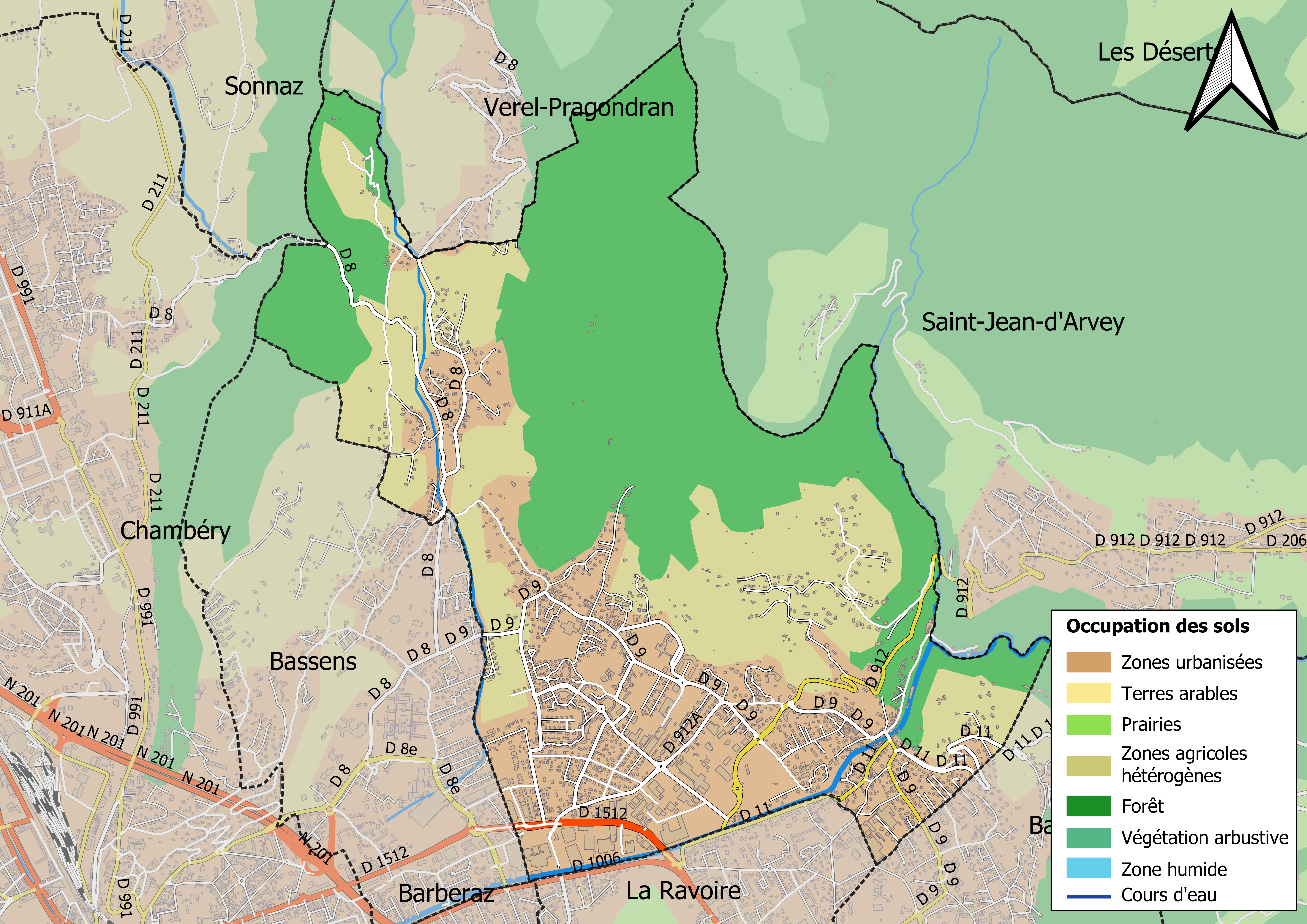
Carte des infrastructures et de l'occupation des sols en 2018 (CLC) de la commune.
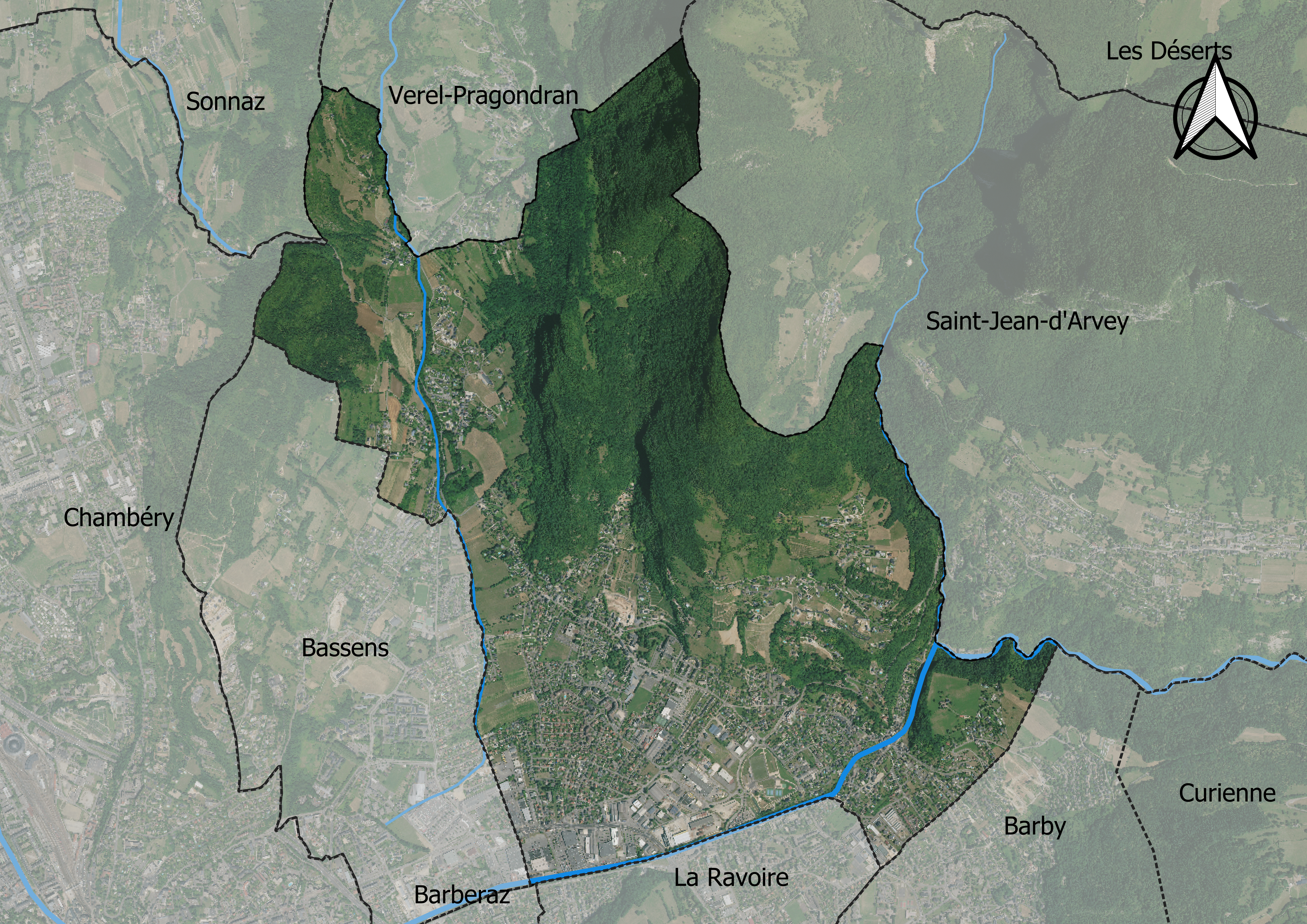
Carte orthophotogrammétrique de la commune.

## Toponymie
La commune de Saint-Alban fusionne avec le village de Leysse, déjà unies dans une paroisse  en 1803, par décret du 26 juillet 1946 (J.O. du 28/07/1946), donnant naissance à Saint-Alban-Leysse,,.
La paroisse de Saint-Alban est mentionnée vers le début XIIe siècle, sous la forme Ecclesia Sti Albani. Au siècle d'après, on trouve Sanctus Albannus (1234), puis au suivant, Ecclesia Sti Albani (1340). Au XVe siècle, la forme sont Ecclesia Sti Albani (1414, 1497) ou encore S. Albanus en 1488.
Saint-Alban est un nom de lieu courant en Savoie. Il fait référence à Alban de Verulamium, originaire d'Angleterre et martyr,.
Le village de Leysse est mentionné dans la première moitié du XIIIe siècle, sous la forme Villa de Lesse (1234). Plus tard, on trouve la Petite Leysse, à la fin du XIVe siècle, La Grande Leysse, puis au XVIIIe siècle.
Le nom de Leysse semble provenir du nom de la rivière, la Leysse, qui traverse le territoire. Le toponyme Leysse semble dériver du latin aqua (eau), tout comme Aix, Axia, avec agglutination de l'article,.
En francoprovençal, le nom de la commune s'écrit Sant Arban Lésse, selon la graphie de Conflans.

## Histoire

### Périodes néolithique et antique
La présence des hommes préhistoriques est attestée sur la commune notamment à Saint-Saturnin où on a trouvé des outils, des armes et des poteries de l’époque néolithique.
À l’époque romaine, la route principale qui reliait Grenoble à Annecy était appelée via Saturnina.

### Périodes médiévale et moderne
L'église Ecclesia Sti Albani est mentionnée vers 1100, dans le Cartulaire de Grenoble,. À cette période, le décanat de Savoie relève du diocèse de Grenoble.
Au début du XIVe siècle, la seigneurie de Saint-Alban appartient à la famille noble de La Ravoire.
La chapelle dédiée à Saint Saturnin est mentionnée vers 1340, lors de la visite épiscopale de l'évêque de Grenoble, Jean de Chissé. Les fouilles ont permis cependant de découvrir des traces plus anciennes sur le site.
Les comtes de Savoie possédaient la châtellenie de La Croix qui englobait Saint-Alban et Leysse.
Après le Moyen Âge, plusieurs hauts personnages de la Cour de Savoie possédaient des résidences dans les deux communes.

### Période contemporaine
Durant la période industrielle, des usines se sont implantées sur la commune et ont fermées dans la deuxième moitié du XXe siècle.
Le village de Leysse est détaché de la paroisse de Saint-Jean-d'Arvey et rattaché à celle de Saint-Alban, en 1803. Ces deux communes ont fusionné officiellement par le décret du 26 juillet 1946 (J.O. du 28/07/1946).
En 1973, la commune devient chef-lieu de canton.
En 2024, des habitants lancent une pétition pour que Saint-Alban Leysse soit la première commune de Savoie à disposer d'un référendum d'initiative citoyenne local,.

## Politique et administration
Saint-Alban-Leysse est chef-lieu de canton.

### Administration municipale
Le conseil municipal de Saint-Alban-Leysse se compose du maire, de sept adjoints, d'un conseiller municipal délégué et de 20 conseillers municipaux.
Voici ci-dessous le partage des sièges au sein du conseil municipal :

### Tendances politiques et résultats
|                                 | 1er score | 1er score                                          | 2e score | 2e score                                | Participation |
| Élections européennes de 2014   |           | 22,63 % pour Jean-Marie Le Pen (FN)                |          | 20,63 % pour Renaud Muselier (UMP)      | 44,69 %       |
| Élections municipales de 2014   |           | 65,59 % pour Michel Dyen (DVG)                     |          | 34,40 % pour Michel Fournier (SE)       | 62,23 %       |
| Élections législatives de 2012  |           | 53,68 % pour Bernadette Laclais (PS)               |          | 46,32 % pour Christiane Brunet (DVD)    | 55,41 %       |
| Élection présidentielle de 2012 |           | 47,61 % pour François Hollande (PS)                |          | 52,39 % pour Nicolas Sarkozy (UMP)      | 83,19 %       |
| Élections régionales de 2010    |           | 53,32 % pour Jean-Jack Queyranne (PS)              |          | 32,70 % pour Françoise Grossetête (UMP) | 53,03 %       |
| Élections cantonales de 2008    |           | 59,28 % pour Jean-Pierre Burdin (PRG) élu 1er tour |          | 18,60 % pour Christiane Nantois (DVD)   | 61,18 %       |

### Liste des maires
| Période                                  | Période                    | Identité         | Étiquette    | Qualité |
| ---------------------------------------- | -------------------------- | ---------------- | ------------ | --- |
| Les données manquantes sont à compléter. |                            |                  |              | |
| mai 1925                                 | 1940                       | Hyacinthe Carron | Rad.         | Député |
| Les données manquantes sont à compléter. |                            |                  |              | |
| mars 1989                                | mars 2008                  | Marius Pillet,   | DVD          | Maire honoraire, adjoint au maire (1971 → 1995) Président du DUCC (1995 → 2000) puis de Chambéry métropole (2000 → 2001) 1er vice-président de Chambéry métropole (2001 → 2008) |
| mars 2008                                | En cours (au 30 juin 2020) | Michel Dyen      | DVG puis DVD | Chef d'entreprise 6e vice-président de Chambéry métropole (2014 → 2016) 10e vice-président de Grand Chambéry (2017 → )                                                          |

## Population et société
Ses habitants sont appelés les Saint-Albanaises et les Saint-Albanais.

### Démographie
L'évolution du nombre d'habitants est connue à travers les recensements de la population effectués dans la commune depuis 1793. Pour les communes de moins de 10 000 habitants, une enquête de recensement portant sur toute la population est réalisée tous les cinq ans, les populations de référence des années intermédiaires étant quant à elles estimées par interpolation ou extrapolation. Pour la commune, le premier recensement exhaustif entrant dans le cadre du nouveau dispositif a été réalisé en 2004.

En 2022, la commune comptait 6 589 habitants, en évolution de +11,85 % par rapport à 2016 (Savoie : +3,63 %, France hors Mayotte : +2,11 %).
| 1793 | 1800  | 1806  | 1822  | 1838  | 1848  | 1858  | 1861  | 1866  |
| ---- | ----- | ----- | ----- | ----- | ----- | ----- | ----- | ----- |
| 989  | 1 012 | 1 165 | 1 509 | 1 374 | 1 541 | 1 509 | 1 460 | 1 367 |

| 1872  | 1876  | 1881  | 1886  | 1891  | 1896  | 1901  | 1906  | 1911  |
| ----- | ----- | ----- | ----- | ----- | ----- | ----- | ----- | ----- |
| 1 244 | 1 257 | 1 265 | 1 239 | 1 161 | 1 187 | 1 165 | 1 099 | 1 122 |

| 1921  | 1926  | 1931  | 1936  | 1946  | 1954  | 1962  | 1968  | 1975  |
| ----- | ----- | ----- | ----- | ----- | ----- | ----- | ----- | ----- |
| 1 071 | 1 108 | 1 357 | 1 423 | 1 678 | 1 959 | 2 259 | 2 837 | 2 996 |

| 1982  | 1990  | 1999  | 2004  | 2006  | 2009  | 2014  | 2019  | 2022  |
| ----- | ----- | ----- | ----- | ----- | ----- | ----- | ----- | ----- |
| 2 797 | 3 858 | 5 071 | 5 381 | 5 462 | 5 692 | 5 692 | 6 285 | 6 589 |

### Enseignement
La commune est rattachée à l'académie de Grenoble.

### Équipements de santé
- Centre de rééducation fonctionnelle Croix rouge française
- AURAL Unité dialyse Saint-Alban Leysse
- Centre d'éducation motrice de l'Accueil Savoie Handicap[28]

Des professionnels de santé libéraux sont également installés sur la commune :
- 7 médecins généralistes
- 14 infirmiers
- 11 kinésithérapeutes
- 1 cardiologue
- 2 pharmacies
- 1 sage-femme
- 1 podologue
- 3 diététiciens
- 2 psychologues
- 1 orthophoniste

### Équipements culturels
- Bibliothèque municipale[30]

### Activités
La commune a connu une croissance rapide depuis les années 1970. Elle est à la fois une banlieue résidentielle de Chambéry et le siège de zones commerciales et industrielles.
Deux centres de formation sont implantés sur la commune : le centre de formation des métiers de l'alimentation et de la restauration « Le Fontanil » et le CFA du bâtiment de Savoie et Haute-Savoie.
Le Service départemental d'incendie et de secours (SDIS) de la Savoie y est établi.

## Culture locale et patrimoine

### Lieux et monuments
châteaux

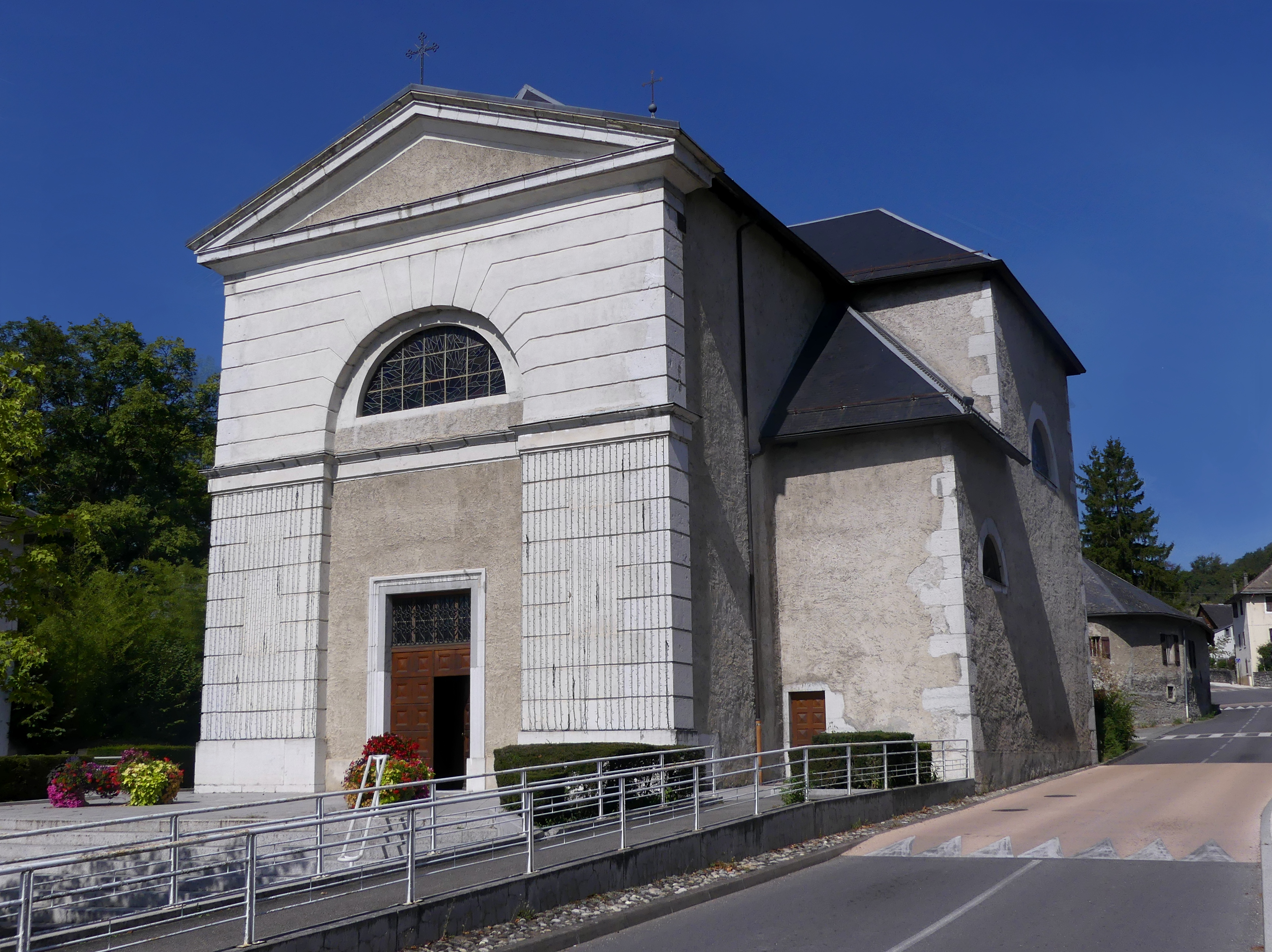
L'église Saint-Alban.

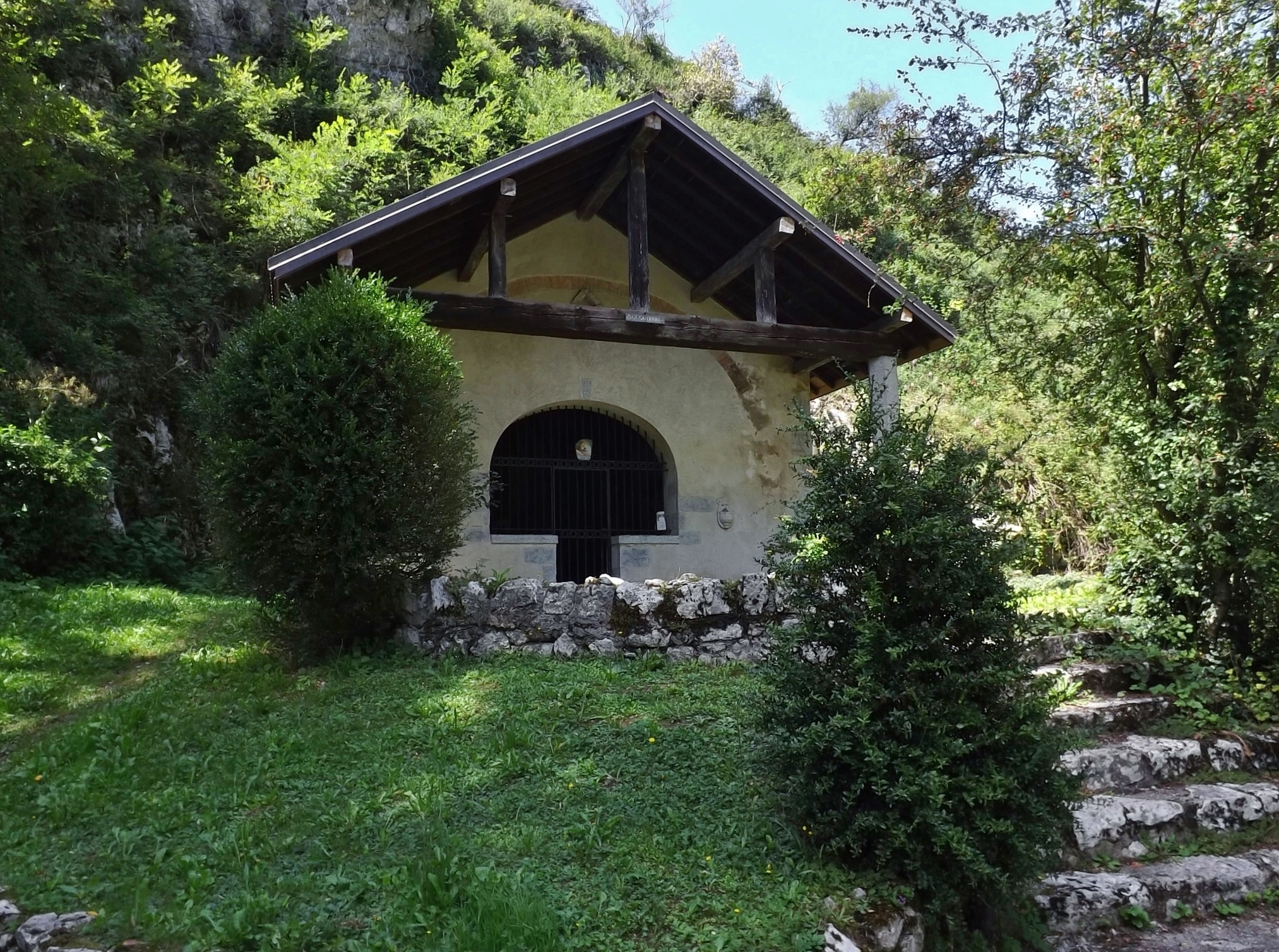
La chapelle de Saint-Saturnin.

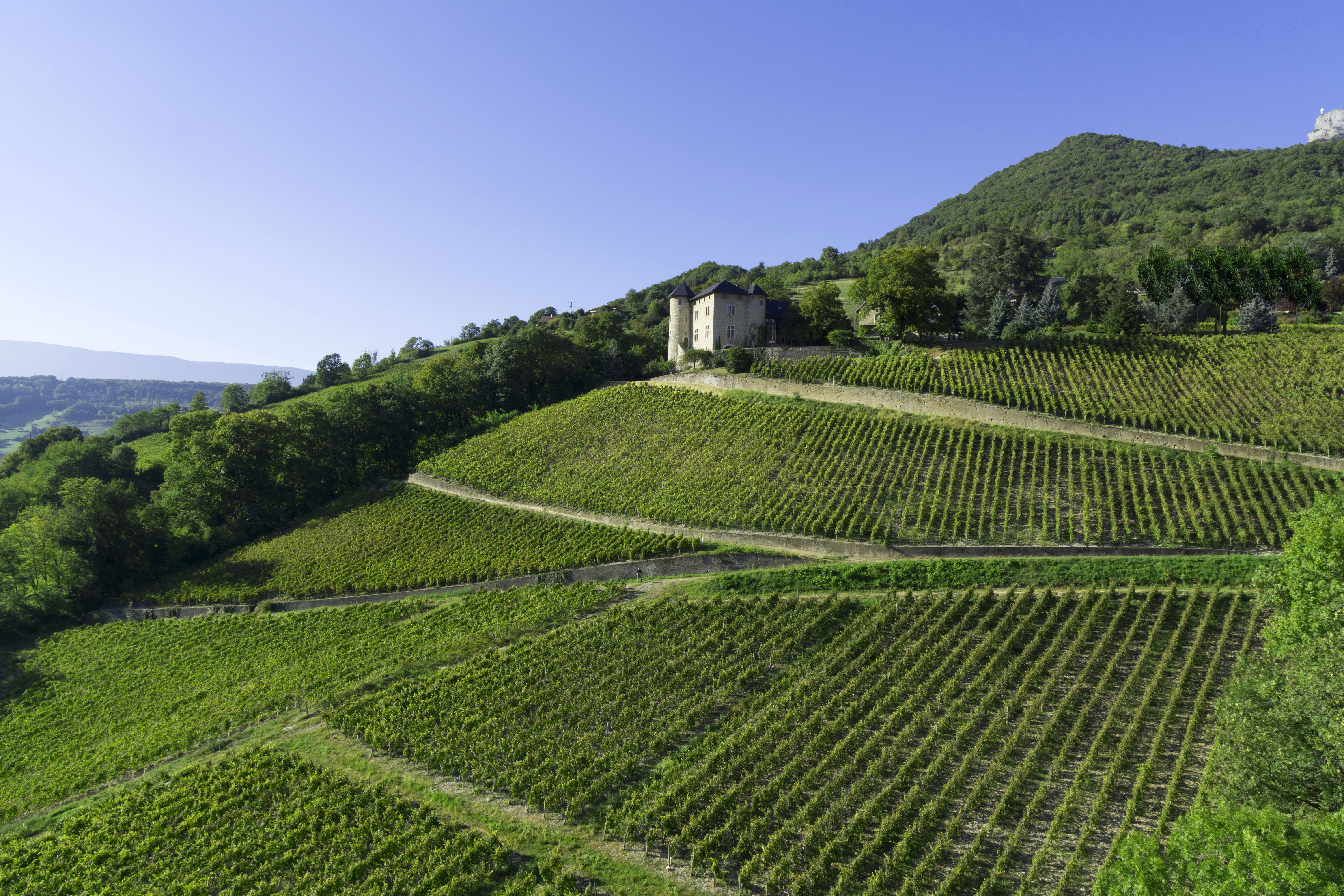
Château de Monterminod et domaine viticole.

- château de Monterminod (du nom d'un certain Eremenold), construit au XIe siècle, remanié à la suite d'un ouragan en 1807[32].
- château du Fontanil (v. XVIe siècle), situé au chef-lieu, demeure noble jusqu'au XXe siècle[32], accueille désormais un centre d'information et d'apprentissage.

patrimoine religieux
- L'église paroissiale, dédiée à saint Alban. Fait l'objet d'un pèlerinage dédié au saint[33].
- La chapelle de Saint-Saturnin, mentionnée à partir de 1340, fait l'objet d'un pèlerinage dédié au saint. Au milieu du XVIIe siècle, la chapelle compte un grand nombre de visiteurs. La chapelle tombe en ruines au XVIIIe siècle. En 1835, elle est rebâtie dans un style gothique par le curé de Verel. À partir de ce moment, le culte religieux reprend. La réalisation de la restauration de la chapelle se fait en 1975. La chapelle et les gorges de Saint-Saturnin sont classées, au titre de l'environnement, le 9 septembre 1942[32],[16].
- L'oratoire Notre-Dame-de-Bon-Secours (monument historique).
- La chapelle Notre-Dame-de-Lorette.

petit patrimoine
- Le monument aux morts.
- Ruines et four à pain de Razerel.

patrioine environnemental
- Le Bout du Monde, site naturel de loisirs.

### Personnalités liées à la commune
- Mercotte, gastronome et blogueuse française.